# 16 ديسمبر
- السبت
- الأحد
- الاثنين
- الثلاثاء
- الأربعاء
- الخميس
- الجمعة

- 298 جمادى الآخرة 1447  هـ
- 309 جمادى الآخرة 1447  هـ
- 110 جمادى الآخرة 1447  هـ
- 211 جمادى الآخرة 1447  هـ
- 312 جمادى الآخرة 1447  هـ
- 413 جمادى الآخرة 1447  هـ
- 514 جمادى الآخرة 1447  هـ
- 615 جمادى الآخرة 1447  هـ
- 716 جمادى الآخرة 1447  هـ
- 817 جمادى الآخرة 1447  هـ
- 918 جمادى الآخرة 1447  هـ
- 1019 جمادى الآخرة 1447  هـ
- 1120 جمادى الآخرة 1447  هـ
- 1221 جمادى الآخرة 1447  هـ
- 1322 جمادى الآخرة 1447  هـ
- 1423 جمادى الآخرة 1447  هـ
- 1524 جمادى الآخرة 1447  هـ
- 1625 جمادى الآخرة 1447  هـ
- 1726 جمادى الآخرة 1447  هـ
- 1827 جمادى الآخرة 1447  هـ
- 1928 جمادى الآخرة 1447  هـ
- 2029 جمادى الآخرة 1447  هـ
- 211 رجب 1447  هـ
- 222 رجب 1447  هـ
- 233 رجب 1447  هـ
- 244 رجب 1447  هـ
- 255 رجب 1447  هـ
- 266 رجب 1447  هـ
- 277 رجب 1447  هـ
- 288 رجب 1447  هـ
- 299 رجب 1447  هـ
- 3010 رجب 1447  هـ
- 3111 رجب 1447  هـ
- 112 رجب 1447  هـ
- 213 رجب 1447  هـ

16 ديسمبر أو 16 كانون الأوَّل أو يوم 16 \ 12 (اليوم السادس عشر من الشهر الثاني عشر) هو اليوم الخمسون بعد الثلاثمائة (350) من السنة، أو الحادي والخمسون بعد الثلاثمائة (351) في السنوات الكبيسة، وفقًا للتقويم الميلادي الغربي (الغريغوري). يبقى بعده 15 يومًا على انتهاء السنة.

## أحداث
- 1899 - تأسس نادي إيه سي ميلان الإيطالي على يد الإنجليزي هيربرت كيلبن.
- 1916 - اغتيال الراهب الروسي غريغوري راسبوتين على يد النبلاء الروس الذين كانوا يتوقون لإنهاء تأثيره على العائلة المالكة.
- 1938 - وقوع اشتباك بين أحد التجار وأحد حراس المجلس التشريعي في الكويت أدى إلى حل المجلس بعد عدة أيام.
- 1969 - البرلمان البريطاني يصوت بأغلبيه كبيرة لصالح إلغاء عقوبة الإعدام في حالة جرائم القتل.
- 1971 - البحرين تعلن استقلالها عن المملكة المتحدة وذلك بعد مئه وعشر سنوات من الاحتلال البريطاني.
- 1988 - بدء الحوار الرسمي بين الولايات المتحدة ومنظمة التحرير الفلسطينية.
- 1991 -
  - استقلال جمهورية كازاخستان عن الاتحاد السوفيتي.
  - إلغاء قرار الأمم المتحدة الذي ساوى بين الصهيونية والعنصرية.
- 1998 - بدأ عملية ثعلب الصحراء التي قامت بها الولايات المتحدة والمملكة المتحدة ضد العراق وذلك بقصف أهداف ومنشئات حساسة بصواريخ كروز، واستمرت العملية مدة ثلاثة أيام.
- 2004 - أحد المواقع الإسلامية ينشر شريط صوتي لأسامة بن لادن يشيد فيه تفجير القنصلية الأمريكية في مدينة جدة السعودية.
- 2007 - قوات الأمن العراقية تتسلم أمن مدينة البصرة من القوات البريطانية.
- 2009 -
  - المجلس المركزي في منظمة التحرير الفلسطينية يقرر تمديد ولاية الرئيس محمود عباس والمجلس التشريعي وذلك حتى إجراء الانتخابات الرئاسية والتشريعية، وحركة حماس ترفض القرار وتصف المجلس المركزي بغير الشرعي.
  - مجلس الأمة الكويتي يجدد الثقة برئيس الوزراء الشيخ ناصر المحمد الأحمد الصباح بأغلبية 35 نائبًا مقابل 13 نائبًا مع طرح الثقة وامتناع نائب في جلسة استثنائية للتصويت على طلب عدم إمكان التعاون معه بعد استجوابه الذي نوقش في 8 ديسمبر.
- 2012 -
  - مخيم اليرموك للاجئين الفلسطينين في دمشق يتعرض للقصف بطائرات الميغ التابعة لقوات النظام السوري مما أدى إلى نزوح نسبة كبيرة من السكان.
  - شابة هندية تتعرض للضرب والاغتصاب الجماعي في دلهي، ما أثار احتجاجات واسعة النطاق في البلاد.
- 2013 - ميشال باشليت تفوز برئاسة تشيلي لفترة ثانية غير متتالية.
- 2014 - مقتل قرابة 132 شخصًا في هُجومٍ نفذته حركة طالبان على إحدى المدارس في پشاور، بپاكستان.
- 2017 - نادي ريال مدريد يُتَوَّج بلقب كأس العالم للأندية 2017 بعد فوزه على غريميو بهدف نظيف في المباراة النهائية.
- 2018 - الرئيس السوداني عمر حسن البشير يلتقي الرئيس السوري بشار الأسد في دمشق خلال زيارة رسمية مفاجئة هي الأولى لرئيس عربي إلى سوريا منذ اندلاع الثورة السورية.
- 2020 - عودة المركبة الفضائية الآلية الصينية تشانغ آه-5 إلى الأرض بعد نجاحها في مهمة جمع عينات من مواد سطح وباطن القمر.
- 2021 - انتخاب سياوسي سوفاليني رئيسًا للوزراء في تونغا في أعقاب الانتخابات العامة التي جرت في نهاية نوفمبر.
- 2022 - مصرع 24 شخصًا وإصابة 8 آخرين بينما ما زال 9 مفقودين إثر انهيار أرضي في باتانغ كالي بماليزيا.
- 2023 - وفاة أمير دولة الكويت الشيخ نواف الأحمد الجابر الصباح، عن عمر ناهز السادسة والثمانين، وتولي الشيخ مشعل الأحمد الجابر الصباح خلفًا له.

## مواليد
- 1485 - كاثرين أراغون، زوجة هنري الثامن ملك إنجلترا.
- 1775 - جاين أوستن، روائية إنجليزية.
- 1776 - يوهان فيلهلم ريتر، عالم كيمياء ألماني.
- 1790 - ليوبولد الأول، ملك بلجيكا.
- 1863 - خورخي سانتايانا، فيلسوف وكاتب وشاعر وروائي إسباني أمريكي.
- 1865 - حسين الطباطبائي القمي، فقيه إيراني.
- 1866 - فاسيلي كاندينسكي، رسام روسي.
- 1882 - زولتان كوداي، موسيقي هنغاري.
- 1889 - موسى كاشف الغطاء، فقيه وكاتب عراقي.
- 1902 - رافائيل ألبرتي، شاعر إسباني.
- 1917 - آرثر سي كلارك، كاتب إنجليزي.
- 1928 - فيليب ك. ديك، كاتب أمريكي.
- 1929 - محمد سالم ولد عدود، عالم مسلم وفقيه ولغوي وشاعر موريتاني.
- 1952 - فرانشيسكو غراتسياني، لاعب ومدرب كرة قدم إيطالي.
- 1963 - بنجامين برات، ممثل أمريكي.
- 1965 - ليلى بقدونس، ممثلة سورية.
- 1967 - ميراندا أوتو، ممثلة أسترالية.
- 1972 - زيليكو كالاتش، حارس مرمى كرة قدم أسترالي.
- 1973 - غدير السبتي، ممثلة كويتية.
- 1975 - سامح حسين، ممثل مصري.
- 1977 - سيلفان ديستان، لاعب كرة قدم فرنسي.
- 1979 - ريما الفضالة، ممثلة كويتية.
- 1984 -
  - ثيو جيمس، ممثل إنجليزي.
  - كندة حنا، ممثلة سورية.

## وفيات
- 1192 - ابن مجبر، شاعر أندلسي.
- 1316 - محمد أولجايتو، سلطان الدولة الإلخانية الثامن.
- 1515 - ألفونسو دي ألبوكيرك، مستكشف برتغالي.
- 1672 - يان الثاني، ملك بولندا.
- 1774 - فرنسوا كيناي، اقتصادي فرنسي.
- 1916 - غريغوري راسبوتين، راهب روسي.
- 1945 - فوميمارو كونويه، رئيس وزراء اليابان.
- 1964 - هوراس ترينت، فيزيائي أمريكي.
- 1965 - سومرست موم، كاتب إنجليزي.
- 1989 -
  - مها صبري، مغنية مصرية.
  - لي فان كليف، ممثل أمريكي.
- 1991 - صلاح نظمي، ممثل مصري.
- 1993 - كاكويه تاناكا، رئيس وزراء اليابان.
- 2001 - محمد بن سعد المشعان، شاعر ومربي مكفوفين سعودي.
- 2004 - ميخائيل عيد، شاعر ومترجم سوري.
- 2005 - محمود المسعدي، كاتب تونسي.
- 2006 - ماجدة الخطيب، ممثلة مصرية.
- 2009 - عبد الهادي بوطالب، كاتب وسياسي مغربي.
- 2011 - عماد عفت، أمين لجنة الفتوى بدار الإفتاء المصرية.
- 2015 - هاري سكوت، ملاكم إنجليزي.
- 2021 - محمد القدوة، سياسي فلسطيني.
- 2023 - نواف الأحمد الجابر الصباح، أمير دولة الكويت السادس عشر.

## أعياد ومناسبات
- اليوم الوطني في البحرين.
- عيد الاستقلال في كازاخستان.
- يوم النصر في بنغلاديش.

## وصلات خارجية
- وكالة الأنباء القطريَّة: حدث في مثل هذا اليوم.
- النيويورك تايمز: حدث في مثل هذا اليوم.
- BBC: حدث في مثل هذا اليوم.